# Анатолій (Апостолідіс)
Митрополіт Анатолій (грец. Μητροπολίτης Ανατόλιος, у світі Ілля Апостолов або Іліас Апостолідіс, грец. Ηλίας Αποστολίδης ; 18(30) липня 1893, Феодосія, Таврійська губернія — 26 червня 1976, Афіни) — єпископ Православної церкви в Америці, митрополит Монреальський і Канадський (1961—1962).

## Біографія
Народився у 1893 році у Феодосії, у родині понтійських греків Георгія та Марії Апостолових (Апостоліді).
У 1910 році, за другим розрядом, закінчив Сімферопольське духовне училище і в 1915 Таврійську духовну семінарію. В 1916 закінчив Чугуївське військове училище.
6 серпня 1922 року архієпископом Таврійським і Сімферопольським Никодимом (Кротковим) був хіротонізований диякона, 7 серпня 1922 року — у пресвітера.
У період з 1922 по 1927 рік через відмову співпрацювати з так званою «Живою церквою», чотири рази зазнавав арештів, висилки і засуджений до страти, але через втручання посла Греції в СРСР Накоса Панур'яса (грец. Νάκος Πανουριάς) вирок не був виконаний і в 1927 році він був депортований з СРСР.
Після приїзду до Греції, служив у Кастанице , в Леонідіоні та Перістеріоні.
З 1932 був настоятелем приходу святого апостола Фоми в Амбелокіпі, а з лютого 1953 служив у Свято-Троїцькій російській церкві в Афінах.
19 вересня 1961 року митрополитом Північно-Американським Леонтієм (Туркевичем), архієпископом Бостонським і Нової Англії Іринеєм (Бекішем) і архієпископом Піттсбурзьким і Західно-Вірджинським Веніаміном (Басалигою) був хіротонісан у єпископа Монреальського та Канадського..
У березні 1962 року вийшов на спокій і повернувся до Греції, де до 1966 року продовжував служити у Свято-Троїцькій церкві в Афінах.
Помер 26 червня 1976 року в Афінах.